# Gilbert Heathcote-Drummond-Willoughby
Gilbert Henry Heathcote-Drummond-Willoughby (1er octobre 1830-24 décembre 1910) est un homme politique libéral britannique et un courtisan.

## Jeunesse
Né Gilbert Henry Heathcote, il est le fils de Gilbert Heathcote (1er baron Aveland) et Clementina Elizabeth Drummond-Willoughby, 24e baronne Willoughby de Eresby. Il fait ses études à Harrow et au Trinity College, à Cambridge.

## Carrière
En 1852, Ancaster est élu à la Chambre des communes pour Boston, siège qu'il occupe jusqu'en 1856, puis représente Rutland jusqu'à ce qu'il succède à son père en tant que second baron Aveland en 1867. En 1872, il prend les noms supplémentaires de Willoughby et Drummond. Il occupe le poste de Lord-grand-chambellan adjoint de 1871 à 1901 et est admis au Conseil privé en 1880.
En 1888, il succède à sa mère en tant que vingt-cinquième baron Willoughby de Eresby et quatre ans plus tard, il est créé comte d'Ancaster, dans le comté de Lincoln. C'est une renaissance du titre détenu par ses ancêtres maternels les ducs d'Ancaster et de Kesteven.

## Vie privée

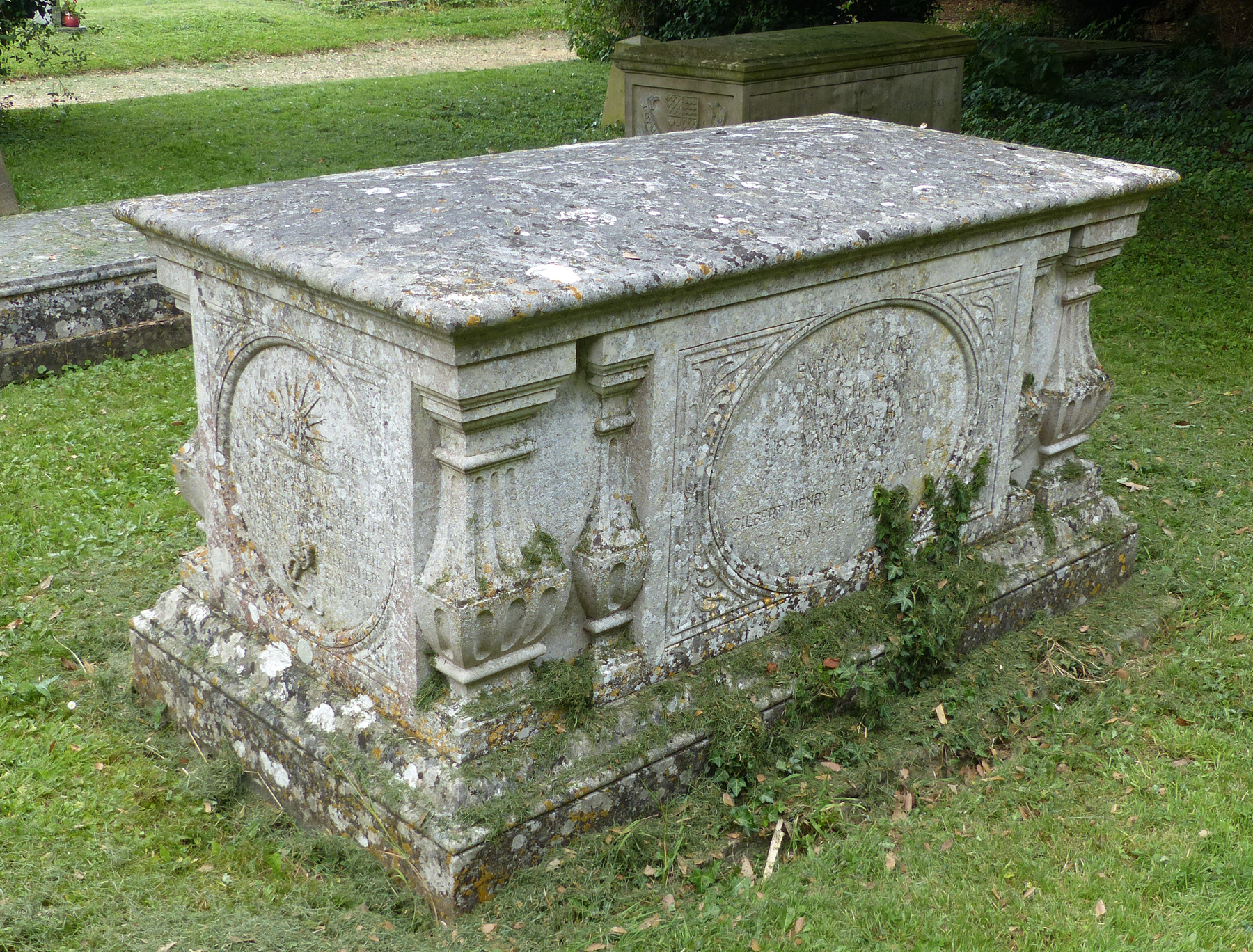
Lieu de sépulture, dans le cimetière de l'église de Saint Michel et tous les anges, Edenham, Lincolnshire

Lord Ancaster épouse Evelyn Elizabeth Gordon, fille de Charles Gordon (10e marquis de Huntly), en 1863. Ensemble, ils ont dix enfants :
- Evelyn Clementina Heathcote-Drummond-Willoughby (1864–1924), épouse le major-général. Sir Henry Ewart (en), 1er baronnet de la Maison Blanche.
- Margaret Mary Heathcote-Drummond-Willoughby (1866–1956), mariée en 1902 à Gideon Macpherson Rutherford, avocat.
- Gilbert Heathcote-Drummond-Willoughby (2e comte d'Ancaster) (1867–1951).
- Nina Heathcote-Drummond-Willoughby (1869-1940).
- Charles Heathcote-Drummond-Willoughby (en) (1870–1949), combat pendant la seconde guerre des Boers et la Première Guerre mondiale.
- Claud Heathcote-Drummond-Willoughby (en) (1872–1950), combat pendant la Seconde Guerre des Boers et la Première Guerre mondiale, et est un homme politique conservateur.
- Cecilie Heathcote-Drummond-Willoughby (1874–) épouse Thomas Clarence Edward Goff.
- Alice Heathcote-Drummond-Willoughby (1876–1951).
- Mary Adelaide Heathcote-Drummond-Willoughby (1878–1960), épouse Arthur Ramsay (14e comte de Dalhousie) et est la mère du 15e et du 16e comte.
- Peter Robert Heathcote-Drummond-Willoughby, RN (1885–1914), officier de marine tué dans le naufrage du HMS Monmouth à la bataille de Coronel.

Lord Ancaster est mort le 24 décembre 1910, âgé de 80 ans, et est remplacé dans ses titres par son fils aîné. Son tombeau côtoie celui de son oncle dans le cimetière d'Edenham dans le Lincolnshire; ensemble, les tombes constituent un bâtiment classé Grade II .